# Школа публичной политики
Школа публичной политики — гражданско-правовой образовательно-просветительский проект, ставящий целью политическое просвещение российского общества с помощью системы проводимых с приглашением крупных экспертов семинаров, тренингов, деловых игр, круглых столов и дискуссий, направленных на повышение квалификации специалистов в области политики, экономики, общества и средств массовой информации. Задачей проекта является поддержка социально активных граждан в российских регионах, создание условий, способствующих практическому участию людей в гражданских инициативах и повышению их политической информированности и самосознания, отработка навыков участия в общественно-политической деятельности, развитие умения слушать, анализировать и убеждать.
В основу проекта был положен десятилетний опыт работы Московской школы политических исследований, основатель которой Елена Немировская была награждена золотой медалью Совета Европы «За служение». Изначально проект был инициирован в 2003 году М. Б. Ходорковским и финансировался Региональной общественной организацией «Открытая Россия».
Школы публичной политики функционировали в 50 регионах России. После приостановления деятельности фонда «Открытая Россия» в связи с начатым Генеральной прокуратурой следствием по подозрению в отмывании средств у проекта возникли проблемы с финансированием.

## Жизнь "Школ публичной политики" после "Открытой России"
- Н. Погодаев. Сорос продолжит дело Ходорковского (02.2007)
- В Ярославле возобновляет работу школа публичной политики (10.2006)